# Siphonogorgia grandior
Siphonogorgia grandior is een zachte koraalsoort uit de familie Nidaliidae. De koraalsoort komt uit het geslacht Siphonogorgia. Siphonogorgia grandior werd in 1928 voor het eerst wetenschappelijk beschreven door Chalmers. 